# Bavarisaurus
Bavarisaurus ('Beierse hagedis') is een geslacht van uitgestorven basale (stam)squamaten, gevonden in de Solnhofener kalksteen in Beieren, Duitsland. Een fossiel skelet gevonden in de maagstreek van het type-exemplaar van Compsognathus, een kleine theropode dinosauriër, was oorspronkelijk toegewezen aan het geslacht, maar werd in 2017 omgedoopt tot Schoenesmahl.
Steenwerkers vonden in de Solnhofener kalksteen het skelet van een hagedis. Het werd in 1853 beschreven door Johann Andreas Wagner en toegewezen aan Homeosaurus, een lid van de Sphenodontia, dus geen echte hagedis. De typesoort is aldus Homoeosaurus macrodactylus. De soortaanduiding betekent 'met lange vingers/tenen'. Het skelet was een van de weinige hagedissen die indertijd uit het Jura bekend waren; ze vormden toen een zeldzame groep. Pas in 1953 begreep Robert Hoffstetter dat het een hagedis betrof die hij benoemde als Bavarisaurus, 'de hagedis van Beieren'. 
Het holotype is BSPHM 1873 III. Het bestond uit minstens de afdruk van een schedel en de vrij complete postcrania op een plaat en tegenplaat. De plaat is door steenwerkers apart verkocht aan een onbekende particuliere verzamelaar en kon later niet meer gelokaliseerd worden. Hij toonde vermoedelijk de schedelbeenderen. Het holotype is desalniettemin een van de meest volledige hagedissenfossielen uit het Jura.
John Ostrom stelde in 1978 dat in de buikholte van het holotype van Compsognathus nog een tweede skelet aanwezig was. Dat werd niet grondig gereconstrueerd en zo kwam het tot een foute identificatie als een exemplaar van Bavarisaurus. Dit werd in 2017 door Jack Lee Conrad postuum gecorrigeerd.
Het holotype laat de afdrukken zien van een ongeveer twee centimeter lange schedel. Er zijn minstens twee premaxillaire tanden en minstens vijfentwintig presacrale wervels. De handen en voeten zijn langwerpig en groot. Volgens Hoffstetter was Bavarisaurus in staat zijn staart af te werpen.
In 2022 vond een analyse Bavarisaurus buiten de kroongroep Squamata.